# راغيونيو (كيبك)
راغيونيو (بالإنجليزية: Ragueneau, Quebec)‏ هي بلدية محلية في كيبيك تقع في كندا في Manicouagan Regional County Municipality. يقدر عدد سكانها بـ 1,405 نسمة ومساحتها 213.20 كم2 .